# Torino Film Festival 2012
La 30ª edizione del Torino Film Festival (TFF 30) si è svolta a Torino dal 23 novembre al 1º dicembre 2012, diretta da Gianni Amelio.
Il manifesto, realizzato dal disegnatore italiano Altan, rappresentava una donna circondata da spezzoni di pellicole, numerate da 1 a 30.
La cerimonia di inaugurazione si è tenuta il 23 novembre presso l'Auditorium Giovanni Agnelli con la proiezione in prima nazionale di Quartet di Dustin Hoffman, madrina dela serata era l'attrice Claudia Gerini. Film di chiusura Ginger & Rosa di Sally Potter.
Il programma prevedeva la consegna del Gran Premio Torino al regista britannico Ken Loach e la proiezione del film La parte degli angeli (The Angels' Share), ma la cerimonia venne annullata per il rifiuto del regista a partecipare, nella convinzione che i lavoratori del Museo nazionale del cinema fossero discriminati.

## Sezioni

### Torino 30
- Am Himmel der Tag, regia di Pola Beck (Germania)
- Il mondo di Arthur Newman (Arthur Newman), regia di Dante Ariola (Stati Uniti)
- Až do mesta Aš, regia di Iveta Grófová (Repubblica Ceca, Slovacchia)
- Call Girl, regia di Mikael Marcimain (Svezia, Irlanda, Norvegia, Finlandia)
- I.D., regia di Kamal K.M (India)
- Noi non siamo come James Bond, regia di Mario Balsamo – documentario (Italia)
- Pavilion, regia di Tim Sutton (Stati Uniti)
- Present Tense, regia di Belmin Söylemez (Turchia)
- Shell, regia di Scott Graham (Regno Unito)
- Smettere di fumare fumando, regia di Gipi – documentario (Italia)
- Su Re, regia di Giovanni Columbu (Italia)
- Sun Don't Shine, regia di Amy Seimetz (Stati Uniti)
- Tabun Mahabuda, regia di Emyr ap Richard e Darhad Erdenibulag (Cina)
- Terrados, regia di Demian Sabini (Spagna)
- The Liability, regia di Craig Viveiros (Regno Unito)
- Una noche, regia di Lucy Mulloy (Cuba, Regno Unito, Stati Uniti)

### Festa Mobile / Gran Premio Torino - Ettore Scola
Premio assegnato al regista Ettore Scola.
- Romanzo di un giovane povero, regia di Ettore Scola (Italia, 1995)

### Festa Mobile - Ken Loach
L'omaggio al regista britannico Ken Loach, che ha rifiutato il Gran Premio Torino, era completato dalla proiezione di Whisky Galore!, considerato di ispirazione a The Angels' Share.
- Whisky a volontà (Whisky Galore!), regia di Alexander Mackendrick (Regno Unito, 1949)

### Festa Mobile
- 28 Hotel Rooms, regia di Matt Ross (Stati Uniti)
- A Liar's Autobiography: The Untrue Story of Monty Python's Graham Chapman, regia di Bill Jones, Jeff Simpson e Ben Timlett (Regno Unito)
- Amleto², regia di Felice Cappa (Italia)
- Anna Karenina, regia di Joe Wright (Regno Unito)
- Bumchoiwaui junjaeng, regia di Yoon Jong-bin (Corea del Sud)
- Blancanieves, regia di Pablo Berger (Spagna)
- Due uomini, quattro donne e una mucca depressa (Como estrellas fugaces), regia di Anna Di Francisca (Spagna)
- Couleur de peau: miel, regia di Jung e Laurent Boileau (Francia, Belgio)
- De jueves a Domingo, regia di Dominga Sotomayor (Cile, Paesi Bassi)
- Dimmi che destino avrò, regia di Peter Marcias (Italia)
- Ginger & Rosa, regia di Sally Potter (Regno Unito) - film di chiusura
- Good Vibrations, regia di Lisa Barros D'Sa e Glenn Leyburn (Regno Unito, Irlanda)
- Imogene - Le disavventure di una newyorkese (Girl Most Likely), regia di Shari Springer Berman e Robert Pulcini (Stati Uniti)
- L'étoile du jour, regia di Sophie Blondy (Francia)
- L'ultimo pastore, regia di Marco Bonfanti (Italia)
- Il figlio dell'altra (Le Fils de l'autre), regia di Lorraine Levi (Francia)
- Quartet, regia di Dustin Hoffman (Regno Unito) - film di apertura
- Ruby Sparks, regia di Jonathan Dayton e Valerie Faris (Stati Uniti)
- Rufus Stone, regia di Josh Appignanesi (Regno Unito)
- Doppio gioco (Shadow Dancer), regia di James Marsh (Regno Unito, Irlanda)
- Silent Youth, regia di Diemo Kemmesies (Germania)
- Guida perversa all'ideologia (The Pervert's Guide to Ideology), regia di Sophie Fiennes (Regno Unito)
- The Sessions - Gli incontri (The Sessions), regia di Ben Lewin (Stati Uniti)

### Festa Mobile / Classics
- Arrabal, regia di Humberto López y Guerra – documentario (Svezia, 1979)
- Città bianca, regia di Francesco Pasinetti – documentario (Italia, 1942)
- Furio Scarpelli: Il racconto prima di tutto, regia di Francesco Ranieri Martinotti – documentario (Italia, 2012)
- Il canale degli angeli, regia di Francesco Pasinetti (Italia, 1934)
- L'estate di Bruno Cortona - Castiglioncello nell'anno del Sorpasso, regia di Gloria De Antoni – documentario (Italia, 2012)
- La lunga estate di Hermann Hesse, regia di  Werner Weick – documentario (Svizzera, 1986)
- Latte per la città, regia di Francesco Pasinetti – documentario (Italia, 1949)
- Lumiei, regia di Francesco Pasinetti – documentario (Italia, 1948)
- Manila Paloma Blanca, regia Daniele Segre (Italia, 1992)
- Morando's Music, regia Luigi Faccini – documentario (Italia, 2012)
- O Que Arde Cura, regia di João Rui Guerra da Mata – documentario (Portogallo, 2012)
- The Human Voice, regia di Ted Kotcheff – film TV (Stati Uniti, 1966)
- Una voce umana, episodio de L'amore, regia di Roberto Rossellini (Italia, 1948)
- Viaggio in Italia, regia di Roberto Rossellini (Italia, 1954)
- Viva la muerte, regia di Fernando Arrabal (Francia, 1971)

### Rapporto confidenziale
- Bobby Yeah, regia di Robert Morgan – cortometraggio (Regno Unito)
- Chained, regia di Jennifer Lynch (Stati Uniti)
- Christmas with the Dead, regia di Terrill Lee Lankford (Stati Uniti)
- Citadel, regia di Ciaran Foy (Irlanda)
- Come Out and Play, regia di Makinov (Messico)
- Compliance, regia di Craig Zobel (Stati Uniti)
- Fin, regia di Jorge Torregrossa (Spagna)
- K-11, regia di Jules Stewart (Stati Uniti)
- Kibō no kuni, regia di Sion Sono (Giappone, Regno Unito, Taiwan)
- Maniac, regia di Franck Khalfoun (Francia, Stati Uniti)
- Robot & Frank, regia di Jake Schreier (Stati Uniti)
- Shopping Tour, regia di Mihail Brašinskij (Russia)
- Smashed, regia di James Ponsoldt (Stati Uniti)
- Tentazioni (ir)resistibili (Thanks for Sharing), regia di Stuart Blumberg (Stati Uniti)
- Le streghe di Salem (The Lords of Salem), regia di Rob Zombie (Stati Uniti)
- Tower Block, regia di Ronnie Thompson e James Nunn (Regno Unito)
- V/H/S, regia di Matt Bettinelli-Olpin, David Bruckner, Tyler Gillett, Justin Martinez, Glenn McQuaid, Joe Swanberg, Chad Villella, Ti West, Adam Wingard (Stati Uniti)
- Wrong, regia di Quentin Dupieux (Francia)

### Torino XXX
- 25/11 Il giorno dell'autodeterminazione - Mishima e i giovani (11·25 jiketsu no hi: Mishima Yukio to wakamono-tachi), regia di Kōji Wakamatsu (Giappone)
- After the Battle (Baad el mawkeaa), regia di Yousry Nasrallah (Egitto, Francia)
- Casa dolce casa, regia di Tonino De Bernardi (Italia)
- Final Cut: Hölgyeim és uraim, regia di György Pálfi – documentario (Ungheria)
- Holy Motors, regia di Leos Carax (Francia)
- No - I giorni dell'arcobaleno (No), regia di Pablo Larraín (Cile)
- Starlet, regia di Sean Baker (Stati Uniti)
- Terra di mezzo, regia di Matteo Garrone (Italia, 1996)
- Cosa ha fatto Richard (What Richard Did), regia di Lenny Abrahamson (Irlanda)

### TFFDOC / Internazionale.doc
- 4 bâtiments, face à la mer, regia di Philippe Rouy (Francia)
- A Última Vez Que Vi Macau, regia di João Pedro Rodrigues e João Rui Guerra da Mata (Portogallo, Francia)
- Demain c loin, regia di Jean Baptiste Saurel (Francia)
- La chica del sur, regia di José Luis García (Argentina)
- Leviathan, regia di Lucien Castaing-Taylor e Véréna Paravel (Stati Uniti, Regno Unito)
- London - The Modern Babylon, regia di Julien Temple (Regno Unito)
- Mother, regia di Vorakorn Ruetaivanichkul (Thailandia)
- Tchoupitoulas, regia di Bill Ross e Turner Ross (Stati Uniti)
- The Cat that Lived a Million Times, regia di Tadasuke Kotani (Giappone)
- What is this Film Called Love?, regia di Mark Cousins (Regno Unito)
- Wonsirim, regia di Lee Hyun-jung (Corea del Sud)

### TFFDOC / Italiana.doc
- Anita, regia di Luca Magi (Italia)
- Fatti corsari, regia di Stefano Petti e Alberto Testone (Italia)
- Home Sweet Home, regia di Enrica Colusso (Francia)
- I Don't Speak Very Good, I Dance Better, regia di Maged el Mahedy (Egitto)
- L'amore e la follia, regia di Giuseppe Casu (Italia, Francia)
- L'île des morts, regia di François Farellacci (Francia)
- L'uomo doppio, regia di Cosimo Terlizzi (Italia)
- La seconda natura, regia di Marcello Sannino (Francia, Italia)
- Nadea e Sveta, regia di Maura Delpero (Italia)
- Parallax Sounds, regia di Augusto Contento (Francia, Finlandia)
- Variations ordinaires, regia di Anna Marziano (Francia)

### TFFDOC / Documenti
- +54, regia di Daphné Hérétakis (Grecia)
- After the End of the Night, regia di Michel Balagué (Grecia, Germania)
- Austerity Measures, regia di Guillaume Cailleau e Ben Russell (Grecia, Stati Uniti, Germania)
- Blankets for Indians, regia di Ken Jacobs (Stati Uniti)
- Circling the Square, regia di Alexandros Kontos (Grecia)
- Concerto per attore solo, regia di Ferruccio Marotti (Italia, 1984)
- Daphne (No Water In Your Eyes), regia di Danaé Papaioannou (Grecia, Francia)
- Disobedience, regia di Alexandros Kontos (Grecia)
- Diving Film, regia di Natasa Efstathiadi (Grecia)
- Fermata 2, regia di Yorgos Koureleas (Grecia)
- I hope that this won't take long because I am very busy today and have very little time to spare. I am only doing this because you gave me raki, honey and olive oil, regia di Maria Theodoraki (Grecia)
- Isqat al Nizam - Ai confini del regime, regia di Antonio Martino (Italia)
- Keep on Walking Greece, regia di Anonymous Non Alcoholics (Grecia)
- Manhã de Santo António, regia di João Pedro Rodrigues (Porogallo, Francia)
- Ponce de León, regia di Ben Russell (Stati Uniti)
- Rushes da Nostra Signora dei Turchi, regia di Carmelo Bene (Italia)
- The Pixelated Revolution, regia di Rabih Mroué (Libano)
- Untitled, regia di Nikolas Strouggof (Grecia)
- XXXIII, regia di Theofanis De Lezioso (Grecia)
- Zima, Uhodi!, prodotto da Marina Razbežkina (Russia)
- Signo' Belluscone... dica!, conversazione con Franco Maresco

### TFFDOC / Proiezione speciale
- Anija - La nave, regia di Roland Sejko (Italia)

### Italiana.corti
- If I Make It, I Win, regia di Roberto Ferri (Stati Uniti)
- Il firmamento, regia di Jonny Costantino e Fabio Badolato (Italia)
- In nessun luogo resta, regia di Maria Giovanna Cicciari (Italia)
- Michele nella terra, regia di Grazia Tricarico (Italia)
- Nitro étude #1, regia di Pietro Balla (Italia)
- Ritratti, regia di Movimento Milc (Italia)
- Spiriti, regia di Ebisuno Yukai (Italia)
- Un mondo meglio che niente, regia di Cobol Pongide e Marco Santarelli (Italia)

### Onde
- Abigail Harm, regia di Lee Isaac Chung (Stati Uniti)
- Afrikka, regia di Matti Harju – cortometraggio (Finlandia)
- Age Is..., regia di Stephen Dwoskin (Regno Unito)
- Arianna, regia di Alessandro Scippa (Italia)
- Babybird, Unborn, regia di Katrin Olafsdottir – cortometraggio (Islanda)
- Crazy & Thief, regia di Cory McAbee (Stati Uniti)
- Cyclopean 3D: Life with a Beautiful Woman, regia di Ken Jacobs – mediometraggio (Stati Uniti)
- Invisible, regia di Víctor Iriarte (Spagna)
- Les Gouffres, regia di Antoine Barraud (Francia)
- Les Nuits avec Théodore, regia di Sébastien Betbeder (Francia)
- Natura morta in giallo, regia di Carlo Michele Schirinzi – cortometraggio (Italia)
- Os vivos tambem choram, regia di Basil da Cunha – cortometraggio (Svizzera)
- Pénélope, regia di Claire Doyon – mediometraggio (Francia)
- Pude ver un puma, regia di Teddy Williams – cortometraggio (Argentina)
- Shi luo zhi, regia di Yan Zhou – cortometraggio (Cina)
- Sinais de Serenidade por Coisas sem Sentido, regia di Sandro Aguilar – cortometraggio (Portogallo)
- Tenir les murs, regia di Meddaci Mehdi – mediometraggio (Francia)
- The Earthquake, regia di Danielle Lessovitz – cortometraggio (Stati Uniti)
- The International Sign for Choking, regia di Zach Weintraub (Stati Uniti)

### Onde / ZimmerFrei
Omaggio al collettivo artistico ZimmerFrei formato da Massimo Carozzi, Anna de Manincor e Anna Rispoli.
- Panorama_Roma, di ZimmerFrei – cortometraggio (Italia, 2004)
- The Hill, di ZimmerFrei – mediometraggio (Italia, 2011)
- Temporary 8th, di ZimmerFrei – mediometraggio (Italia, 2012)

### Onde / Miguel Gomes
Retrospettiva dedicata al regista portoghese Miguel Gomes.
- Entretanto, regia di Miguel Gomes – cortometraggio (Portogallo, 1999)
- Inventário de Natal, regia di Miguel Gomes – cortometraggio (Portogallo, 2000)
- 31, regia di Miguel Gomes – cortometraggio (Portogallo, 2001)
- Kalkitos, regia di Miguel Gomes – cortometraggio (Portogallo, 2002)
- A cara que mereces, regia di Miguel Gomes (Portogallo, 2004)
- Cântico das criaturas, regia di Miguel Gomes – cortometraggio (Portogallo, 2006)
- Aquele querido mês de agosto, regia di Miguel Gomes (Portogallo, 2008)
- Tabu, regia di Miguel Gomes (Portogallo, 2012)

### Figli e amanti
Film scelti da attori e registi che riconoscono formativi per le loro carriere.
- La rabbia giovane (Badlands), regia di Terrence Malick (Stati Uniti, 1973)
- Il bell'Antonio, regia di Mauro Bolognini (Italia, 1960)
- Una notte d'estate (Gloria) (Gloria), regia di John Cassavetes (Stati Uniti, 1980)
- Lettera da una sconosciuta (Letter from an Unknown Woman), regia di Max Ophüls (Stati Uniti, 1948)
- Il mucchio selvaggio (The Wild Bunch), regia di Sam Peckinpah (Stati Uniti, 1969)

### Spazio Torino
- De gare, regia di Lorenzo Farò – cortometraggio (Italia)
- Il mare di Beppe, regia di Carlo Cagnasso – cortometraggio (Italia)
- Inchiostro nell’acqua, regia di Riccardo Tagliapietra e Enrico Maria Orsi – cortometraggio (Italia)
- Inside Aut, regia di Rocco Riccio – cortometraggio (Italia)
- Titanio, regia di Elisa Micalef – cortometraggio (Italia)
- Voci bianche, regia di Francesco Ghiaccio – cortometraggio (Italia)

### TorinoFilmLab
- Buon anno Sarajevo (Djeca), regia di Aida Begić (Bosnia ed Erzegovina, Germania, Francia, Turchia)
- Kebun binatang, regia di Edwin (Indonesia)
- Leones, regia di Jazmín López (Argentina, Germania, Paesi Bassi)
- Nahrani me z besedami, regia di Martin Turk (Slovenia)
- La bicicletta verde (Wadjda), regia di Haifaa al-Mansour (Arabia Saudita, Germania)
- Yek khanévadéh-é mohtaram, regia di Massoud Bakhshi (Iran)

### Joseph Losey
Retrospettiva dedicata al regista Joseph Losey.
- Pete Roleum and His Cousins, regia di Joseph Losey – cortometraggio d'animazione (Stati Uniti, 1939)
- A Child Went Forth, regia di Joseph Losey – cortometraggio (Stati Uniti, 1941)
- Youth Gets a Break, regia di Joseph Losey – cortometraggio (Stati Uniti, 1941)
- A Gun in His Hand, regia di Joseph Losey – cortometraggio (Stati Uniti, 1945)
- Il ragazzo dai capelli verdi (The Boy with Green Hair), regia di Joseph Losey (Stati Uniti, 1948)
- Linciaggio (The Lawless), regia di Joseph Losey (Stati Uniti, 1950)
- M, regia di Joseph Losey (Stati Uniti, 1951)
- Sciacalli nell'ombra (The Prowler), regia di Joseph Losey (Stati Uniti, 1951)
- La grande notte (The Big Night), regia di Joseph Losey (Stati Uniti, 1951)
- Imbarco a mezzanotte (Stranger on the Prowl), regia di Joseph Losey (Italia, 1952)
- La tigre nell'ombra (The Sleeping Tiger), regia di Joseph Losey (Regno Unito, 1954)
- A Man on the Beach, regia di Joseph Losey – cortometraggio (Regno Unito, 1955)
- L'amante misteriosa (The Intimate Stranger), regia di Joseph Losey (Regno Unito, 1956)
- L'alibi dell'ultima ora (Time Without Pity), regia di Joseph Losey (Regno Unito, 1957)
- La zingara rossa (The Gypsy and the Gentleman), regia di Joseph Losey (Regno Unito, 1958)
- L'inchiesta dell'ispettore Morgan (Blind Date), regia di Joseph Losey (Regno Unito, 1959)
- First on the Road, regia di Joseph Losey – cortometraggio (Regno Unito, 1959)
- Giungla di cemento (The Criminal), regia di Joseph Losey (Regno Unito, 1960)
- Eva, regia di Joseph Losey (Regno Unito, Francia, Italia, 1962)
- Hallucination (The Damned), regia di Joseph Losey (Regno Unito, 1963)
- Il servo (The Servant), regia di Joseph Losey (Regno Unito, 1963)
- Per il re e per la patria (King & Country), regia di Joseph Losey (Regno Unito, 1964)
- Modesty Blaise - La bellissima che uccide (Modesty Blaise), regia di Joseph Losey (Regno Unito, 1966)
- L'incidente (Accident), regia di Joseph Losey (Regno Unito, 1967)
- La scogliera dei desideri (Boom), regia di Joseph Losey (Regno Unito, 1968)
- Cerimonia segreta (Secret Ceremony), regia di Joseph Losey (Regno Unito, 1968)
- Caccia sadica (Figures in a Landscape), regia di Joseph Losey (Regno Unito, 1970)
- Messaggero d'amore (The Go-Between), regia di Joseph Losey (Regno Unito, 1971)
- L'assassinio di Trotsky (The Assassination of Trotsky), regia di Joseph Losey (Italia, Francia, Regno Unito, 1972)
- Casa di bambola (A Doll's House), regia di Joseph Losey (Regno Unito, Francia, 1973)
- Galileo (Life of Galileo), regia di Joseph Losey (Regno Unito, Canada, 1975)
- Una romantica donna inglese (The Romantic Englishwoman), regia di Joseph Losey (Regno Unito, Francia, 1975)
- Mr. Klein, regia di Joseph Losey (Francia, Italia, 1976)
- Le strade del sud (Les Routes du sud), regia di Joseph Losey (Francia, Spagna, 1978)
- Don Giovanni, regia di Joseph Losey (Italia, Francia, Germania Ovest, 1979)
- La Truite, regia di Joseph Losey (Francia, 1982)
- Steaming - Al bagno turco (Steaming), regia di Joseph Losey (Regno Unito, 1985)
- The Hide, regia di Marek Losey (Regno Unito, 2008)

## Giurie

### Torino 30
- Paolo Sorrentino (Italia) - Presidente
- Karl Baumgartner (Germania)
- Franco Piersanti (Italia)
- Constantin Popescu (Romania)
- Joana Preiss (Francia)

### Internazionale.doc
- Susana de Sousa Dias (Portogallo)
- Hila Peleg (Israele)
- James Quandt (Canada)

### Italiana.doc
- Carlo A. Bachschmidt (Italia)
- Luca Pastore (Italia)
- Elfi Reiter (Italia)

### Italiana.corti
- Ilaria Fraioli (Italia)
- Mario Masini (Italia)
- Francesco Munzi (Italia)

## Premi

### Torino 30
- Miglior film: Shell di Scott Graham
- Premio speciale della Giuria ex aequo: Noi non siamo come James Bond di Mario Balsamo e Pavilion di Tim Sutton
- Premio per la miglior attrice: Aylin Tezel in Am Himmel der Tag
- Premio per il miglior attore: Huntun Batu in Tabun Mahabuda

### Internazionale.doc
- Miglior film: A Última Vez Que Vi Macau di João Pedro Rodrigues
- Premio speciale della Giuria: Leviathan di Lucien Castaing-Taylor e Véréna Paravel

### Italiana.doc
- Miglior documentario italiano: I Don't Speak Very Good, I Dance Better di Maged el Mahedy
- Premio speciale della Giuria: Fatti corsari di Stefano Petti e Alberto Testone
- Menzione speciale: La seconda natura di Marcello Sannino

### Italiana.corti
- Miglior cortometraggio italiano: Spiriti di Ebisuno Yukai
- Premio speciale della Giuria: In nessun luogo resta, regia di Maria Giovanna Cicciari
- Menzione speciale: Un mondo meglio che niente di Cobol Pongide e Marco Santarelli

### Premi collaterali
- Spazio Torino - Premio Chicca Richelmy per il Miglior cortometraggio italiano: Il mare di Beppe di Carlo Cagnasso
- Premio Cipputi - Miglior film sul mondo del lavoro: Nadea e Sveta di Maura Delpero
- Premio FIPRESCI: Shell di Scott Graham
- Premio Scuola Holden per la miglior sceneggiatura: Shell di Scott Graham
- Premio del pubblico Achille Valdata: I.D. di Kamal K.M
- Premio Avanti!: Fatti corsari di Stefano Petti e Alberto Testone
- Premio UCCA Venti città:
  - La seconda natura di Marcello Sannino
  - Menzione speciale: Parallax Sounds di Augusto Contento e Nadea e Sveta di Maura Delpero
- Premio Bassan - Arte e mestiere per la miglior scenografia: Lina Nordqvist per Call Girl
- Premio "Gli Occhiali di Gandhi":
  - La chica del sur di José Luis García
  - Menzione speciale: Couleur de peau: miel di Jung e Laurent Boileau e No - I giorni dell'arcobaleno (No) di Pablo Larraín

## Pubblicazioni
- 30 TFF - Torino Film Festival, Torino, Museo nazionale del cinema, novembre 2012.